# Гусаков, Дмитрий Михайлович
Дмитрий Михайлович Гусаков (10 января 1913, с. Баклановка, Курская губерния — 18 июня 2002, с. Малотроицкое, Белгородская область) — бригадир комплексной тракторно-полеводческой бригады колхоза «Пробуждение» Сукмановской МТС Чернянского района Белгородской области, Герой Социалистического Труда.

## Биография
Родился 10 января 1913 года в селе Баклановка (ныне Чернянского района Белгородской области) в крестьянской семье. До войны работал трактористом в МТС, затем возглавлял тракторную бригаду.
Участник Великой Отечественной войны. Воевал в артиллерии, на завершающем этапе войны — в 79-й гвардейской стрелковой дивизии. Награждён двумя боевыми орденами, медалями.
После демобилизации вернулся на родину. Вновь стал работать в МТС и возглавил тракторную бригаду. Позднее стал бригадиром тракторно-комплексной полеводческой бригады колхоза «Пробуждение» Чернянского района. Высококачественный и высокопроизводительный труд бригады позволил колхозу в 1957 году добиться особенно высоких урожаев зерна и сахарной свеклы.
Указом президиума Верховного Совета СССР от 11 марта 1958 года за выдающиеся успехи, достигнутые в деле развития сельского хозяйства и достижение высоких показателей по производству, зерна, сахарной свеклы, мяса, молока и других продуктов сельского хозяйства Гусакову Дмитрию Михайловичу присвоено звание Героя Социалистического Труда с вручением ордена Ленина и золотой медали «Серп и Молот».
Жил в селе Малотроицкое. Скончался 18 июня 2002 года.

## Награды
Награждён орденами Ленина, Отечественной войны 1-й степени, степени, Трудового Красного Знамени, Красной Звезды, Славы 3-й степени, медалями.